# MicroLeague Wrestling
MicroLeague Wrestling é o primeiro baseado na World Wrestling Federation, lançado em 1987 para o Commodore 64 e Atari ST, em 1989 para Amiga e DOS. Ele foi desenvolvido pela Micro League Sports Association e publicado pela Micro League Multimedia Inc.

## Jogabilidade
O jogo usa estratégia baseado em turnos, como os jogadores escolhem um movimento de seu arsenal, seu adversário faz o mesmo, e dependendo da situação, um movimento vai ser feito com sucesso. Cada lutador tem cinco movimentos "básicos"(que causam dois pontos de dano), quatro  movimentos "maiores" (que provocam quatro pontos de dano), e um "super" movimento (que causa seis pontos de dano e é a única forma de tentar fazer o pin). Cada lutador também tem uma opção de bloqueio, que se feito com sucesso irá remover dois de seus pontos de danos próprios. Além disso, os lutadores face podem recuperar alguns de seus pontos, com a ajuda da torcida. Lutadores Heel podem tentar criar táticas especiais, mas corre o risco de desqualificação.
Antes das lutas,  Mean Gene Okerlund entrevista os lutadores. Howard Finkel faz apresentações no ringue.